# هونین

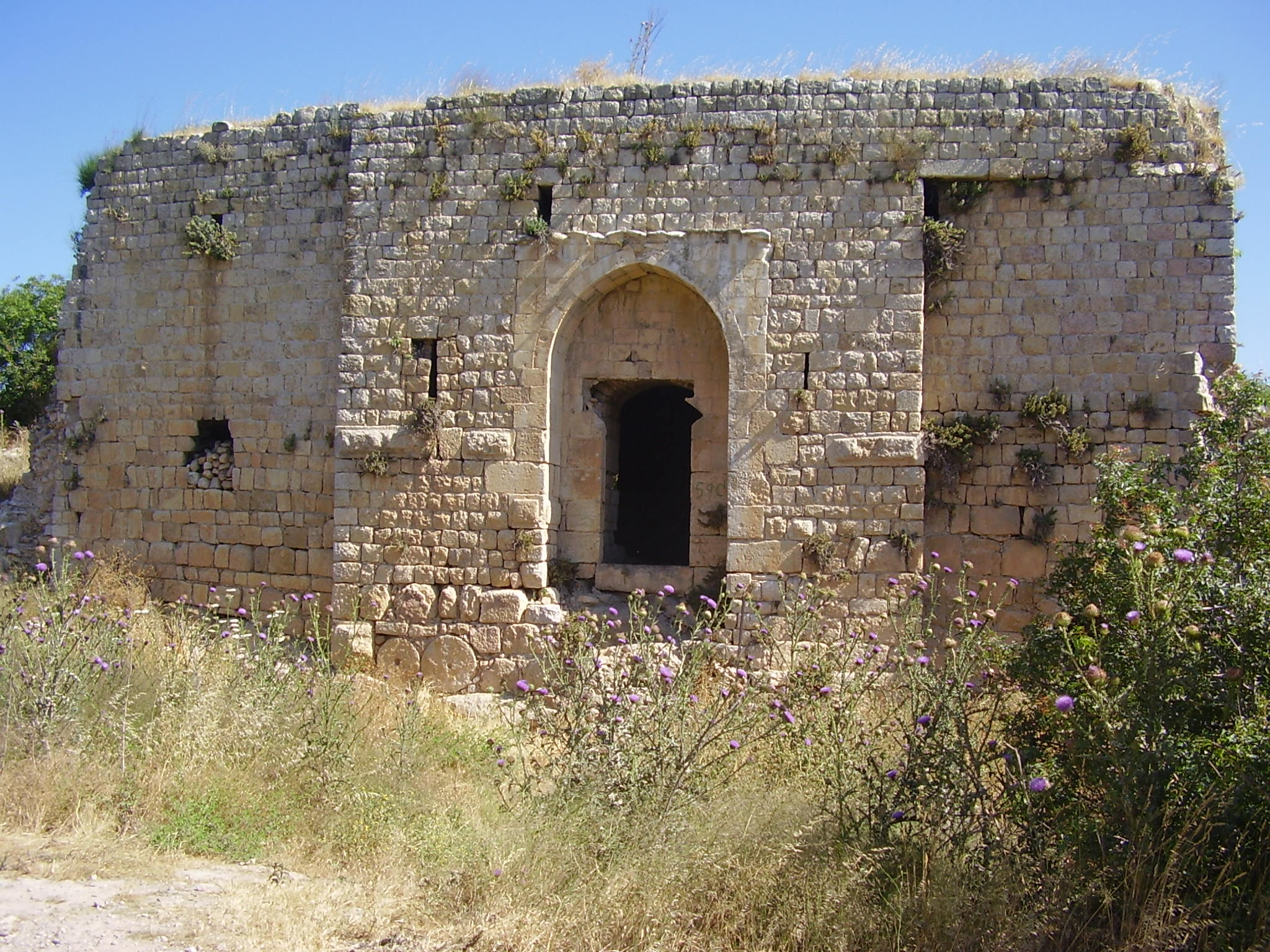
روستای هونین

هونین (به عربی: هونین) روستایی فلسطینی، واقع در ۲۸٫۵ کیلومتری شمال شرق صفد بود.